# Transparens (optik)
 For alternative betydninger, se Transparens. (Se også artikler, som begynder med Transparens)
Transparens er en optisk egenskab, der indikerer at et materiale er gennemsigtigt eller gennemskinneligt for lys. Ofte henviser begrebet til synligt lys men bruges også til andre områder af det elektromagnetiske spektrum. For eksempel er levende væv mere transparent for røntgenstråler end skelettet, hvilket kan bruges til eksempelvis røntgenbilleder.
| Fysik | Spire Denne artikel om fysik er en spire som bør udbygges. Du er velkommen til at hjælpe Wikipedia ved at udvide den. |